# 中藪喜兵衛
中薮 喜兵衛（なかやぶ きへえ、天明3年（1783年） - 天保14年（1843年）4月）は、江戸時代後期の一揆指導者。

## 経歴・人物
近江甲賀郡松尾村（現：滋賀県甲賀市水口町松尾）の庄屋。
天保13年（1842年）、江戸幕府勘定方の市野茂三郎による検地増徴に反対し、野洲・甲賀・栗太3郡の農民約1万2000人が蜂起した近江天保一揆（甲賀一揆）を指導した一人である。藤田宗兵衛に最初に一揆を相談され、これに賛成して生死を共にしようと誓った。検地は阻止されたが、同志の土川平兵衛らと共に捕えられ、江戸へ護送され獄死した。